# Калінінський район (Уфа)
Калінінський район (рос. Кали́нинский райо́н) — один із семи міських районів міста Уфи, що розташований в його північно-східній частині.

## Географія
Територія району становить 201 кв. км.

## Історія
У кінці XVI століття з'явилося селище Черниково. Селище назване на честь помічника воєводи Михайла Нагого, боярського сина Івана Черникова-Онучина, уродженця Нижнього Новгорода, що отримав тут маєток.
23 грудня 1931 року розпорядженням БашЦВК було утворене селище Черниковське.
У 1936 році воно увійшло до складу міста Уфи як Сталінський район.
У грудні 1941 року в районі був розміщений евакуйований з міста Рибінська Ярославської області моторобудівний завод № 26, у даний час Уфимське моторобудівне виробниче об'єднання.
15 грудня 1944 року указом Президії Верховної Ради РРФСР Сталінський район міста Уфи став окремим містом республіканського (АРСР) підпорядкування Черниковск.
У 1956 році місто знову стало Калінінським районом міста Уфи.

## Населення
- 1959 — 119 941 осіб
- 1970 — 207 020 осіб
- 1979 — 219 765 осіб
- 1989 — 211 886 осіб
- 2002 — 197 233 осіб
- 2003 — 196 910 осіб
- 2004 — 195 674 осіб
- 2005 — 195 722 осіб
- 2006 — 195 502 осіб
- 2007 — 195 316 осіб
- 2008 — 195 061 осіб
- 2009 — 195 014 осіб
- 2010 — 195 014 осіб
- 2013 — 199 910 осіб
- 2014 — 199 883 осіб
- 2015 — 201 281 осіб
- 2016 — 202 993 осіб
- 2017 — 203 873 осіб

## Економіка та промисловість

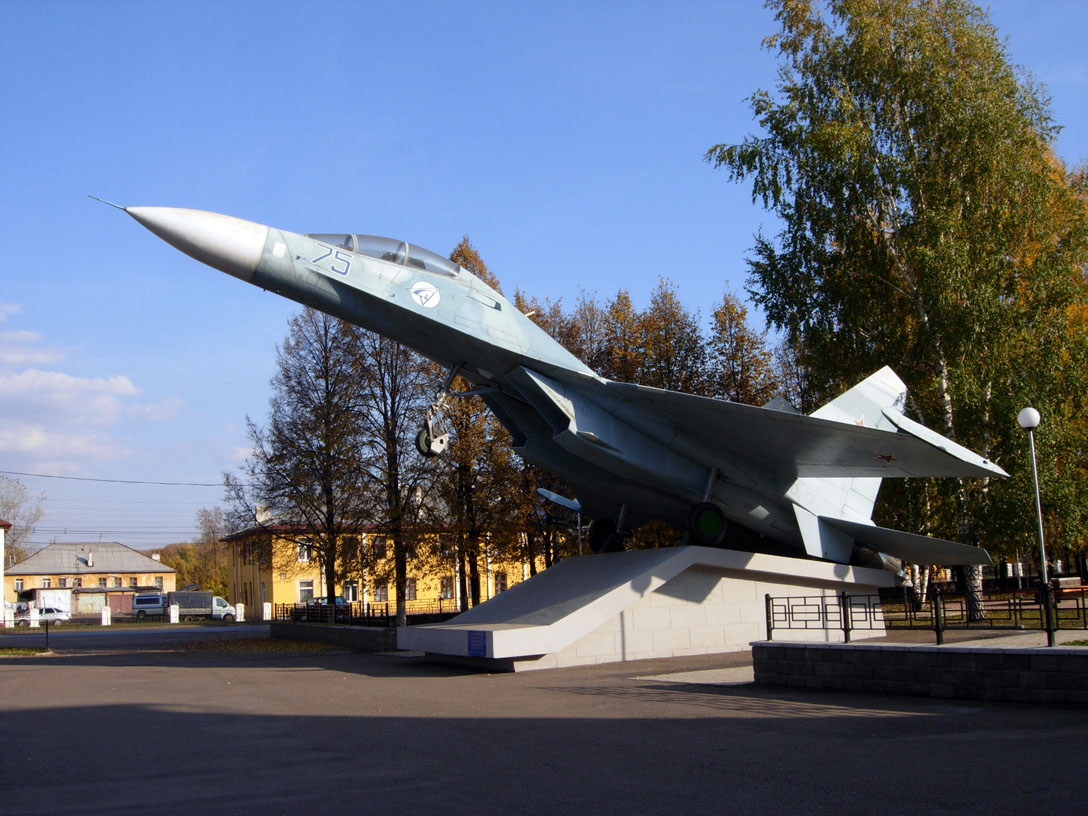
Винищувач Су-27 перед УМПО

У районі діють 27 великих і середніх промислових підприємств.
На території району розташовується ПАТ «Уфимське моторобудівне виробниче об'єднання» (УМВО) — одне з найбільших у Росії підприємств із виробництва авіаційних і автомобільних двигунів.
Поряд з УМВО знаходиться Уфимська ТЕЦ-2, яка забезпечує теплом майже половину житлового масиву Уфи (Черниковку, Сипайлово, житлові квартали проспекту Жовтня) і велику кількість промислових підприємств.
Також у районі розташовані такі великі підприємства, як ВАТ «Башкиренерго», ВАТ «Уфимський залізобетонний завод № 2», ВАТ «Стеклоніт», ВАТ «Уфимський м'ясоконсервний комбінат», філія ВАТ «Вімм-Білль-Данн», ВАТ «Уфимский хліб» та інші.

## Освіта
У районі працює 71 муніципальний освітній заклад, із них 36 закладів дошкільної освіти, 26 загальноосвітніх установ і 9 установ додаткової освіти. В освітніх установах усіх типів і видів навчаються і виховуються 26 697 дітей, працюють 2 030 педагогів.

## Охорона здоров'я
На території району функціонує 12 лікувально-профілактичних установ. Серед них, успішно функціонують діалізний центр, поліклініка і хірургічний комплекс при міській клінічній лікарні № 13, міжмуніципальний онкологічний центр. У вересні 2014 року після реконструкції відкрився філіал дитячої поліклініки № 4 на вулиці Вологодській. Він обслуговує більше семи з половиною тисяч дітей.

## Спорт
У районі розташовані 6 дитячо-юнацьких спортивних шкіл, стадіон ім. М. Гастелло, критий льодовий палац «Юлаєвець», 3 багатофункціональні спортивні майданчики зі штучним покриттям, 28 пришкільних футбольних полів, 8 хокейних коробок, 25 баскетбольних і 23 волейбольних майданчиків.

## Культура
У районі функціонують кінокомплекс «Перемога», парк культури і відпочинку «Першотравневий», дві музичні школи, 9 бібліотек, 18 шкільних музеїв, Муніципальна бюджетна установа «Федоровський будинок культури», палац культури моторобудівників.

## Релігія
На території району розташовані;
- Свято-Микільський храм у Шакші,
- Богородсько-Уфимський храм,
- Каплиця Святого джерела,
- Мечеть «Мадіна» в мікрорайоні Інорс,
- мечеті в Інорсі, Шакші, Максимовці.